# Sławomir Kowalski (polityk)
Sławomir Stanisław Kowalski (ur. 14 kwietnia 1961 w Katowicach) – polski polityk, nauczyciel i samorządowiec, senator VII kadencji, poseł na Sejm VII kadencji.

## Życiorys
W 1984 ukończył historię na Wydziale Nauk Społecznych Uniwersytetu Śląskiego, następnie odbywał liczne studia podyplomowe m.in. w zakresie samorządu terytorialnego. Do 1991 pracował jako asystent na Akademii Ekonomicznej w Katowicach, następnie był nauczycielem i dyrektorem szkoły oraz urzędnikiem miejskim.
Od 1998 do 2002 zasiadał w radzie powiatu pszczyńskiego z listy Akcji Wyborczej Solidarność. W latach 2001–2006 pełnił funkcję zastępcy burmistrza Pszczyny. Od 2006 do 2007 był radnym sejmiku śląskiego i wicemarszałkiem województwa.
Działał w UPR i SKL. W 2002 wstąpił do Platformy Obywatelskiej. W wyborach parlamentarnych w 2007 z listy PO został wybrany na senatora VII kadencji w okręgu bielskim, otrzymując 116 866 głosów. Ponownie z ramienia PO wystartował do Sejmu w wyborach parlamentarnych w 2011. Uzyskał mandat poselski, otrzymując 13 389 głosów w okręgu wyborczym nr 27. W 2015 nie został wybrany na kolejną kadencję. W 2018 bez powodzenia kandydował do sejmiku.